# 와우초등학교
와우초등학교(臥牛初等學校)는 대한민국 경기도 화성시에 있는 공립 초등학교이다.

## 학교 연혁
- 2007년 9월 개교

2007.01.08
와우초등학교 설립인가, 와우초등학교병설 유치원 설립인가
2007.09.01
초대 정창용 교장선생님 취임
2007.09.01
와우초등학교 19학급 개교, 와우초등학교 병설유치원 2학급 개원
2007.10.11
와우초등학교 개교기념식
2008.02.14
제1회 유치원 졸업 및 수료(36명)
2008.02.15
제1회 졸업식(26명)
2008.03.01
경기도교육청 지정 교원능력개발 선도학교운영
2020.03.01
경기도교육청 지정 원격교육 선도학교 운영
2021.03.01
경기도교육청 지정 온라인 컨텐츠활용교과 서 선도학교 운영
2022.03.01
혁신학교 운영, 자율학교 운영
2022.12.29
제16회 유치원 졸업 및 수료(17명)
2023.01.06
제16회 졸업식(155명)
2023.03.01
29학급 편성(특수학급 2학급)
2023.03.01
박윤숙 교장선생님 부임
2023.12.21 제17회 유치원 조럽 및 수료(20명)
2023.12.29 제17회 졸업식(147명)
2024.03.01 40학급 편성(특수학급 2학급)